# Pseudosphaera-szobor
A Pseudosphaera-szobor (magyarosan Pszeudoszféra) a marosvásárhelyi Bolyai téren áll. Bolyai János világhírű magyar matematikusnak állít emléket, aki életének jelentős részét Marosvásárhelyen töltötte. Erdély első matematikai műemléke.
Az emlékmű talapzatán az alábbi felirat áll (románul, magyarul és angolul):
Hódolat a szellem szabadságának, az igaz gondolat egyetemességének és a tér tudományának.

## Története
Az emlékművet Bolyai János születésének 200. évfordulójára (2002. december 15.) állították a Bolyai János Emlékév szervezői Csegzi Sándor alpolgármester kezdeményezésére. A szobor tervezője Horváth Sándor matematikus.

## Jelentése
A szobor három részből áll: egy piramisszerű lépcsős márványtalapzat, rajta egy rozsdamentes acélból készült térhálós szerkezet és ebben egy kék színű műgyanta harang. A harang felülete egy pszeudoszféra (állandó negatív görbületű forgásfelület), amelyen lokálisan érvényesül a Bolyai által megalkotott hiperbolikus geometria.